# La primera noche con el duque
La primera noche con el duque (en hangul, 남주의 첫날밤을 가져버렸다; romanización revisada, Namjuui cheonnalbameul gajyeobeoryeotda; literalmente, «Tomé la primera noche del protagonista masculino») es una serie de televisión surcoreana, un drama de fantasía romántica en doce capítulos. Está basado en una novela web del mismo título original escrita por Hwang Do-tol. La serie está escrita por Jeon Seon-young, dirigida por Lee Woong-hee, y protagonizada por Seohyun, Ok Taec-yeon, Kwon Han-sol, Seo Bum-jun y Ji Hye-won. Se emitirá en el canal KBS2 del 6 de junio al 13 de julio de 2025, en horario de miércoles y jueves a las 21:50 (KST). También estará disponible internacionalmente en la plataforma Viki.

## Sinopsis
Un día, una joven universitaria se despierta en el cuerpo de Cha Sun-chaek, un personaje secundario de su novela web favorita de fantasía histórica. Sun-chaek intenta adaptarse a su nueva realidad, y decide que lo mejor será disfrutar de los lujos de esta nueva vida mientras observa cómo se desarrolla la trama. pero en una ocasión se emborracha por error y se encuentra con Yi Beon, el apuesto y frío príncipe Gyeong Seong, que es el protagonista de la novela. Bajo los efectos del alcohol, Sun-chaek acaba pasando la noche con Yi Beon, y al día siguiente él pretende que se casen. Alarmada, Sun-chaek intenta que Yi Beon vuelva a interesarse por la protagonista original, Cho Eun-ae, pero Yi Beon no cede y cambia por completo la trama. De modo que Sun-chaek debe decidir si volver a su mundo y corregir la historia o tener su final feliz con el príncipe.

## Reparto

### Principal
- Seohyun como Cha Sun-chaek/K: la primera, un personaje secundario que aparece solo en una línea de la novela favorita de la protagonista; la segunda, una joven que por un desafortunado incidente abandonó los estudios universitarios y cuya única afición en su sombría vida cotidiana era leer una novela web de tema histórico.[2][3][4]

- Ok Taec-yeon como el príncipe Gyeongseong-gun, Lee Beon, el sobrino favorito del rey y el protagonista masculino de este mundo. Piensa que si dos personas han pasado su primera noche juntas, deben responsabilizarse la una de la otra.[2][5][6]

- Kwon Han-sol como Jo Eun-ae, la verdadera protagonista femenina de la novela.[2][5]
  - Yoon Chae-na como Eun-ae de niña.

- Seo Beom-jun como Jeong Su-gyeom, el miembro más joven de Hongmungwan, hijo de una familia prestigiosa y con una educación superior, y el epítome del protagonista masculino, recto y cariñoso. El único amigo de Gyeongseong-gun.[2][5]

- Ji Hye-won como Do Hwa-seon, la hija del primer ministro Do Bae-myeong, por lo que ha sido desde siempre el centro de atención social, aunque esta nunca le basta. Su sueño de toda la vida es casarse con Gyeongseong-gun y convertirse en miembro de la familia real. Sin embargo, cuando su plan fracasa debido a la aparición de Sun-chaek, se convierte en la villana definitiva.[7][5][8]

- Lee Tae-sun como Lee Gyu, Seonghyeon-gun, otro sobrino del rey.[9]

### Secundario

#### Familia de Sun-chaek
- Seo Hyun-chul como Cha Ho-yeol, el padre de Sun-chaek y marido de Deok-jeong. Es un súbdito recto que no duda en hablar con franqueza incluso delante del rey por el bien del país.[10]
- Yoon Yoo-sun como Yoon Deok-jeong, la señora de la familia Cha, madre de Sun-chaek y esposa de Ho-yeol. Es una mujer digna y pulcra, pero que nunca pierde la fuerza ante una crisis, como demuestra cuando aparece un hombre que se rumoreaba que era el casamentero de la hija.[11][12]

- Lee Sang-woon como Cha Jang-ho, hermano mayor de Cha Sun-chaek, Du-ho y Se-ho; hijo mayor de Ho-yeol y Deok-jeong.[10]
- Kim Shin-bi como Cha Du-ho, el segundo hijo de la familia Cha, obsesionado con la medicina.[10]
- Yoon Jung-hoon como Cha Se-ho, el tercer hijo de la familia Cha, un excéntrico impredecible con un lado cálido de hermano afectuoso.[13][14]
- Oh Se-eun como Bang-ul, una sirviente con habilidades de secretaría de alto nivel que sigue cada movimiento de Sun-chaek.[15]

#### Otros
- Song Young-jae como Haengrang-a-beom, un sirviente leal de Gyeongseong-gun durante muchos años.[10]
- Yoon Tae-ha como Ma-yoon, fiel seguidor y confidente de Gyeongseong-gun, al que juró lealtad. Siguiendo sus órdenes, persigue al cerebro que se oculta detrás del Grupo de la Muerte Negra, una fuerza que amenaza a la familia real.[16]

- Joo Suk-tae como Seol-jong, el rey en la novela, que en un principio no estaba en la lista de sucesión al trono y llegó a él tras una purga.[10]
- Nam Ki-ae como Dae-bi, la primera esposa del antiguo rey; cuando murió su único hijo, el príncipe heredero, estalló una sangrienta tormenta en la familia real.[10]
- Jung Hee-tae como el primer ministro Do Bae-myeong, cuñado de la reina viuda, padre de Hwa-seon, por la que siempre está preocupado.[17]
- Jung Ho-bin como Jeong Moon-seok, secretario real según la antigua tradición de su prestigiosa familia. Es conservador y controlador, y siempre está disgustado con su hijo de espíritu libre, Soo-gyeom.
- Kim Young-woong como Jo Byeong-mu, un acaudalado comerciante que acogió a Eun-ae, le salvó la vida y la convirtió en su hija adoptiva, y cuyos negocios se beneficiaron gracias a la astucia de ella.[10]
- Park Jeong-eon como la reina viuda Ji Mil-sang-gung.
- Lee Joo-won como Kkoma, un niño misterioso que aparece en cada momento dramático de Sun-chaek.[10]

### Apariciones epesciales
- Kim Ah-young como Seol-gi, una chamana a la que Sun-chaek visita a menudo.[10]

## Producción
La primera noche con el duque está basada en una novela web webtoon del mismo título original escrita por Hwang Do-tol. La novela, junto con el webtoon derivado de ella, ha superado los seiscientos millones de visitas de sus lectores. El guion es de Jeon Seon-yeong, la dirección de Lee Woong-hee; ha sido producida por Studio N y Monster Union. A propósito de su trabajo, la guionista comentó: «pensé que sería divertido ambientarla en una época más conservadora para que la expresión clave 'primera noche' fuera más provocativa y generara diversas reacciones químicas en los personajes principales. También pensé que sería buena idea cambiar la ambientación de una fantasía romántica de estilo occidental a un drama histórico coreano para hacerlo más accesible para los espectadores». Para Jeon, los puntos fuertes de la serie son la rápida trama amorosa, la vivacidad del plan alternativo que supera la crisis gracias a la habilidad del lector, y los desarrollos novedosos de la novela, creados por personajes que se desvían del camino y forjan el suyo propio.
Uno de los elementos a los que se prestó particular atención, como es usual en los dramas históricos, fue el vestuario, que a través de los colores y sus combinaciones en el hanbok sirve además para subrayar el carácter o estado de ánimo de los personajes.
Algunos órganos periodísticos publicaron el 26 de julio de 2024 que Ok Taec-yeon y Seohyun habían recibido una oferta para protagonizar la serie y la estaban considerando positivamente. En noviembre se añadieron los nombres de Ji Hye-won y Seo Beom-jun, según comunicaron sus respectivas agencias.

### Incidentes durante el rodaje
El 28 de noviembre de 2024 la producción se encontraba en fase de rodaje. Durante el mismo Seohyun sufrió un accidente en una pierna que la obligó a llevar bastón durante un tiempo: con él acudió a presentar los premios KBS Drama el 31 de diciembre de 2024.
Un día antes, el 30 de diciembre, el arquitecto Min Sa-hong visitó Byeongsan Seowon, una academia confuciana en los alrededores de Andong donde precisamente se estaba rodando la serie. Tres días después de su visita publicó en su página de Facebook que había presenciado cómo el personal técnico dañaba este sitio histórico, declarado Patrimonio de la Humanidad, al fijar unos diez faroles con clavos en los pilares. Luego descubrió que la División de Patrimonio Cultural del Ayuntamiento de Andong había concedido permiso para filmar, pero desconocía que se estuvieran produciendo daños. KBS reaccionó abriendo una investigación y pidiendo disculpas tras comprobar los daños. También se comprometió a repararlos, así como a tomar medidas para evitar que se repitan sucesos como ese.
Posteriormente, la ciudad de Andong demandó a KBS por dañar el patrimonio cultural y solicitó la destrucción de todas las escenas rodadas en Byeongsan Seowon, ante lo cual el canal las descartó. El incidente tuvo asimismo consecuencias penales para el personal de KBS. El 10 de febrero el Departamento de Policía de Gyeongbuk Andong anunció que había denunciado a la fiscalía a tres miembros del equipo de utilería, acusados de violar la Ley de Preservación y Utilización del Patrimonio Cultural.
Como consecuencia de este incidente, la Administración Nacional del Patrimonio anunció el día 20 la preparación de unas Directrices Estándar para el Permiso de Filmación en Sitios de Patrimonio Cultural Designados a Nivel Nacional con las que se propone disciplinar el uso en futuros rodajes de cine o televisión y prevenir daños a los sitios del patrimonio cultural.

### Programación y promoción
En marzo de 2025 KBS estaba planeando abandonar la franja horaria de miércoles y jueves y pasar las siguientes series de ficción al horario de sábados y domingos, de modo que esta sería la última en emitirse en tal horario. En la decisión pesaban los muy bajos índices de audiencia obtenidos por sus antecesoras desde que un año antes se volviera a abrir esta franja de miércoles y jueves. Tal decisión se enmarca en un contexto generalizado de pérdida de audiencia para las producciones de ficción, más marcado en los canales terrestres tradicionales.
El 16 de abril de 2025 KBS confirmó que la serie saldría a antena desde el 11 de junio, al tiempo que publicaba un cartel de avance. El 7 de mayo la productora distribuyó imágenes de la lectura del guion. Un día después publicó el cartel principal. El 27 del mismo mes los dos protagonistas aparecieron en sendos carteles de personajes. El 9 de junio lanzó un vídeo destacado con las actividades de los cinco personajes principales. Al día siguiente distribuyó fotogramas de la protagonista Seohyun.
La edición de junio de la revista Esquire contenía un reportaje fotográfico y entrevistas de los actores Seohyun y Ok Taec-hyeon. Ambos comentaron que la escena más memorable del rodaje para ellos fue la de la primera noche, precisamente por su importancia en la trama.
El 11 de junio se celebró la conferencia de prensa para presentar la producción en Sindorim, Seúl, con la asistencia del director Lee Woong-hee y los actores Seohyun, Ok Taec-yeon, Kwon Han-sol, Seo Beom-jun y Ji Hye-wo. Durante la misma el director volvió a disculparse por los daños causados durante el rodaje al sitio histórico Byeongsan Seowon y confirmó que se habían cancelado las escenas filmadas allí.

## Banda sonora original
El 10 de junio de 2025 KBS2 reveló la lista de intérpretes y canciones que componen la banda sonora original de la serie: en ella aparecen el grupo femenino Rescene, las cantantes Hui y Boramiyu, así como Beomjin y Ben. El director musical es Gaemi, conocido por haber cumplido la misma función en series de éxito como Descendientes del sol, Love in the Moonlight y The World of the Married.
| Parte | Fecha de publicación                                                                 | Título                                                                               | Letra                                                                                | Música                                                                               | Artista                                                                              | Dur.                                                                                 | Ref.                                                                                 |
| ----- | ------------------------------------------------------------------------------------ | ------------------------------------------------------------------------------------ | ------------------------------------------------------------------------------------ | ------------------------------------------------------------------------------------ | ------------------------------------------------------------------------------------ | ------------------------------------------------------------------------------------ | ------------------------------------------------------------------------------------ |
| 1     | 12 de junio de 2025                                                                  | 밤밤밤 («Bam Bam Bam»)                                                               | Glen Choi, Tyler Thang, Xue Xun, Park Han-dam, Strongman, Son Yo-seop                | X-CHILD, Glen Choi, Bell (Kiss of Life)                                              | Rescene                                                                              | 3:21                                                                                 | [ 40 ] [ 41 ]                                                                        |
| 2     | 19 de junio de 2025                                                                  | 우리 시작할까요 («¿Empezamos?»)                                                      | CHANRAN, Kim Yeong-seong                                                             | Kim Yeong-seong, 5TALENT, CHANRAN                                                    | Hui, Boramiyu                                                                        | 3:18                                                                                 | [ 42 ]                                                                               |
| 3     | 26 de junio de 2025                                                                  | 그대가 나를 바라보면 («Cuando me miras»)                                             | Gaemi, Hanbam (Midnight)                                                             | Gaemi, Hanbam (Midnight)                                                             | Bumjin                                                                               | 4:00                                                                                 | [ 43 ]                                                                               |
| 4     | 3 de julio de 2025                                                                   | 언제나 그대라서 («Porque siempre eres tú»)                                           | Hanbam (Midnight)                                                                    | Gaemi, Hanbam (Midnight)                                                             | Ben                                                                                  | 3:56                                                                                 | [ 44 ]                                                                               |
| Notas | Las canciones de la banda sonora tienen una versión instrumental de igual duración . | Las canciones de la banda sonora tienen una versión instrumental de igual duración . | Las canciones de la banda sonora tienen una versión instrumental de igual duración . | Las canciones de la banda sonora tienen una versión instrumental de igual duración . | Las canciones de la banda sonora tienen una versión instrumental de igual duración . | Las canciones de la banda sonora tienen una versión instrumental de igual duración . | Las canciones de la banda sonora tienen una versión instrumental de igual duración . |

## Audiencia
| Temporada | Temporada | Episodio número | Episodio número | Episodio número | Episodio número | Episodio número | Episodio número | Episodio número | Episodio número | Episodio número | Episodio número | Episodio número | Episodio número | Promedio |
| Temporada | Temporada | 1               | 2               | 3               | 4               | 5               | 6               | 7               | 8               | 9               | 10              | 11              | 12              | Promedio |
| --------- | --------- | --------------- | --------------- | --------------- | --------------- | --------------- | --------------- | --------------- | --------------- | --------------- | --------------- | --------------- | --------------- | -------- |
|           | 1         | 532             | 579             | 463             | 639             | —               | 608             | —               | —               | 466             | 427             | —               | 542             | N/A      |

| Episodio | Fecha de emisión    | Índices de audiencia (Nielsen Korea) | Índices de audiencia (Nielsen Korea) |
| Episodio | Fecha de emisión    | Nacional                             | Seúl                                 |
| --- | ------------------- | ------------------------------------ | ------------------------------------ |
| 1 | 11 de junio de 2025 | 3,3 % (15.ª)                         | 2,7 % (19.ª)                         |
| 2 | 12 de junio de 2025 | 3,4 % (11.ª)                         | 3,4 % (11.ª)                         |
| 3 | 18 de junio de 2025 | 2,7 % (17.ª)                         | 2,5 % (18.ª)                         |
| 4 | 19 de junio de 2025 | 3,3 % (12.ª)                         | 3,1 % (13.ª)                         |
| 5 | 25 de junio de 2025 | 2,6 % (18.ª)                         | ND                                   |
| 6 | 26 de junio de 2025 | 3,3 % (12.ª)                         | 3,4 % (9.ª)                          |
| 7 | 2 de julio de 2025  | 2,7 % (15.ª)                         | 2,5 % (19.ª)                         |
| 8 | 3 de julio de 2025  | 2,7 % (20.ª)                         | ND                                   |
| 9 | 9 de julio de 2025  | 2,8 % (17.ª)                         | 2,5 % (19.ª)                         |
| 10 | 10 de julio de 2025 | 2,7 % (19.ª)                         | 2,6 % (18.ª)                         |
| 11 | 16 de julio de 2025 | 2,6 % (ND)                           | ND                                   |
| 12 | 17 de julio de 2025 | 3,2 % (17.ª)                         | 2,8 % (17.ª)                         |
| Promedio | Promedio            | 2,9 %                                | — %                                  |
| - En la tabla superior, los números azules representan las calificaciones más bajas y los números rojos representan las más altas. - «ND» señala que no se publicó el dato correspondiente. |                     |                                      |                                      |